# Maâthornéferourê
Maâthornéferourê (née à Hattusa) est une princesse hittite, mariée avec le pharaon Ramsès II en l'an 34 de son règne (soit vers 1245 avant notre ère). Elle est grande épouse royale.
C'est au cours du 2e jubilé (an 33 du règne) proclamé par Khâemouaset et le vizir Khay, que Hattusili III fait parvenir à Ramsès II des messages où il propose au pharaon une union avec sa fille aînée, afin de cimenter l'alliance entre les deux pays.
La chronique a retenu le périple de la princesse hittite, depuis la capitale de Hattusa, en Anatolie, jusqu'à son arrivée à Pi-Ramsès. Selon Christiane Desroches Noblecourt, la princesse quitte sa probable ville natale, gagne Kadish, vers le sud-est, puis le cortège gagne le sud, par les défilés du Taurus, vers Adana, non loin de la côte méditerranéenne, passe par le Kizzouwadna pour gagner Alep, et enfin Qadesh sur l'Oronte. À la frontière de Témesq (actuelle Damas), la reine Puduhepa fait ses adieux à sa fille qu'elle a donc accompagnée jusqu'aux limites méridionales du pays d'Amourrou.

## Généalogie
Fille du roi Hattusili III et de sa femme Puduhepa, son nom hittite est inconnu, mais son nom égyptien signifie « Celle qui voit Horus, l'invisible splendeur de Rê ». Ramsès II fait construire pour elle un palais à Pi-Ramsès. Une fille, Néférourê, naît de cette union, fille dont la trace est rapidement perdue.
Dans une lettre, envoyée par Hattusili III à Ramsès II, le roi Hittite regrette que sa fille n'ait pas conçu un garçon,.
Sa tombe n'a jamais été retrouvée.
À Abou Simbel, une stèle dressée à l'entrée du temple du roi, ajoutée après la construction du temple lui-même, commémore le mariage de Ramsès II avec cette princesse.
À Tanis, il y a une statue brisée d'un colosse de Ramsès II qui la montre, avec son cartouche, touchant la jambe du roi.